# Sahms
Sahms település Németországban, Schleswig-Holstein tartományban. Lakosainak száma 446 fő (2023. december 31.).

## Népesség
A település népességének változása:
| Lakosok száma | 227  | 381  | 376  | 441  | 444  | 446  |
|               | 1975 | 2017 | 2019 | 2021 | 2022 | 2023 |